# 翁明輝
翁明辉（1944年-2021年2月11日），台北内湖人，1990年代發明木球運動，并亲自将其向国际推广，成为一门颇有影响力的球类运动，故而被誉为“木球之父”。2016年，翁明辉建立了国际现代体育联合会，这是历史上第一个由华人发起的国际体育组织。2021年后，翁明辉因癌症病逝，享年77岁。同年12月14日，翁明輝被教育部體育署追授「110年體育運動精英獎」終身成就獎。。